# Kornatice
Kornatice (en allemand : Kornatitz) est une commune du district de Rokycany, dans la région de Plzeň, en République tchèque. Sa population s'élevait à 227 habitants en 2021.

## Géographie
Kornatice se trouve à 9 km au sud de Rokycany, à 19 km au sud-est de Plzeň et à 77 km au sud-ouest de Prague.
La commune est limitée par Nevid au nord, par Mešno à l'est, par Spálené Poříčí au sud et par Milínov à l'ouest.

## Histoire
La première mention écrite du village date de 1368.

## Galerie

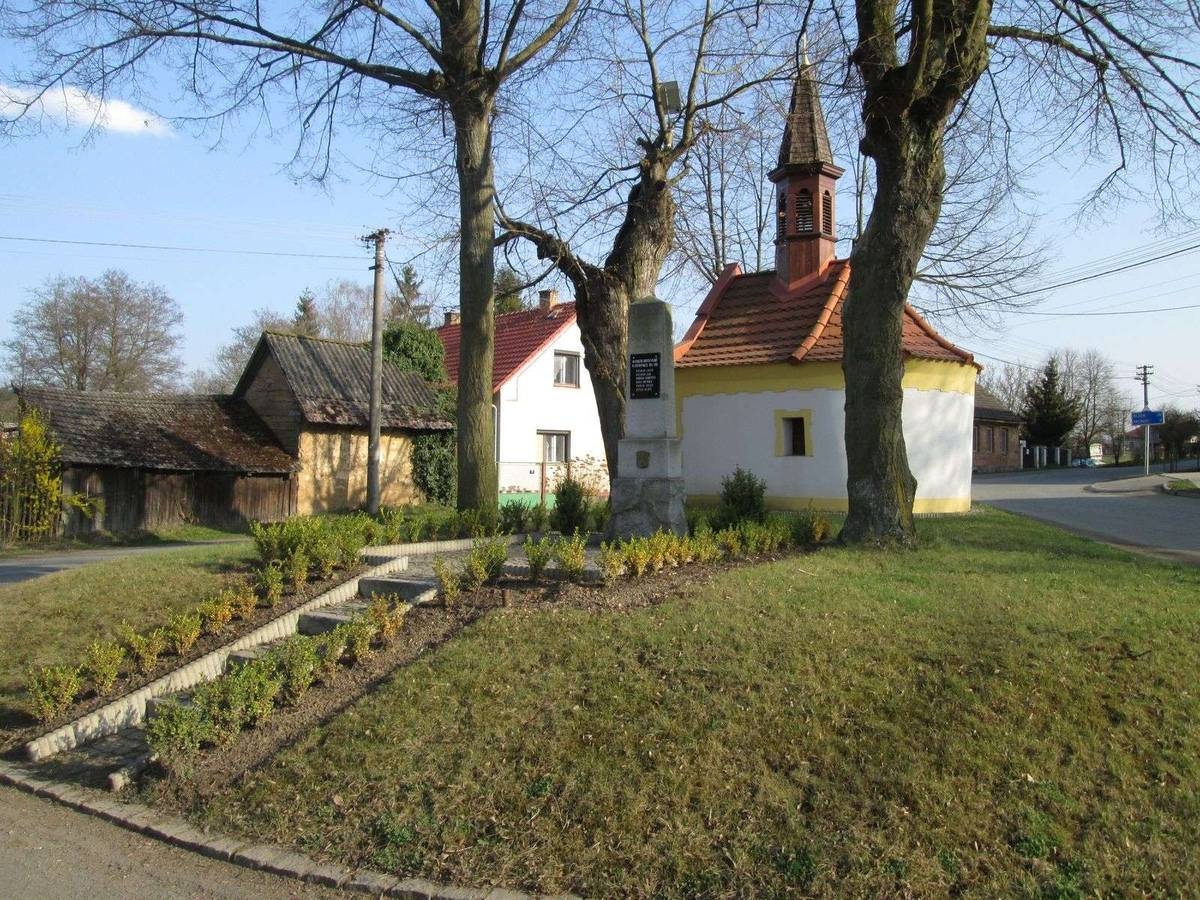
Monument aux morts.
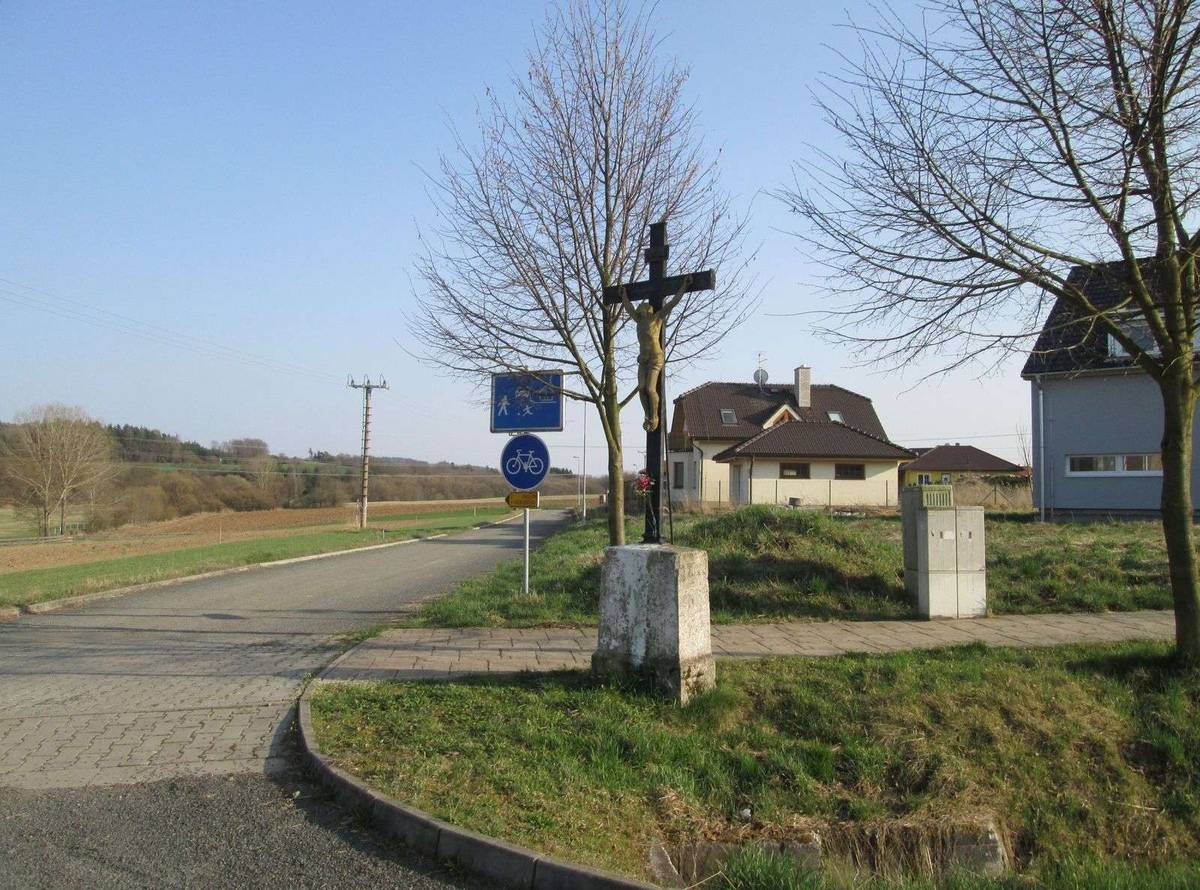
Croix à Kornatice.

## Transports
Par la route, Kornatice se trouve à 12 km de Rokycany, à 23 km de Plzeň et à 92 km de Prague. 